# 1879 en arts plastiques
| Années des arts plastiques : 1876 - 1877 - 1878 - 1879 - 1880 - 1881 - 1882    |
| Décennies des arts plastiques : 1840 - 1850 - 1860 - 1870 - 1880 - 1890 - 1900 |

Cette page concerne l'année 1879 en arts plastiques.

## Œuvres

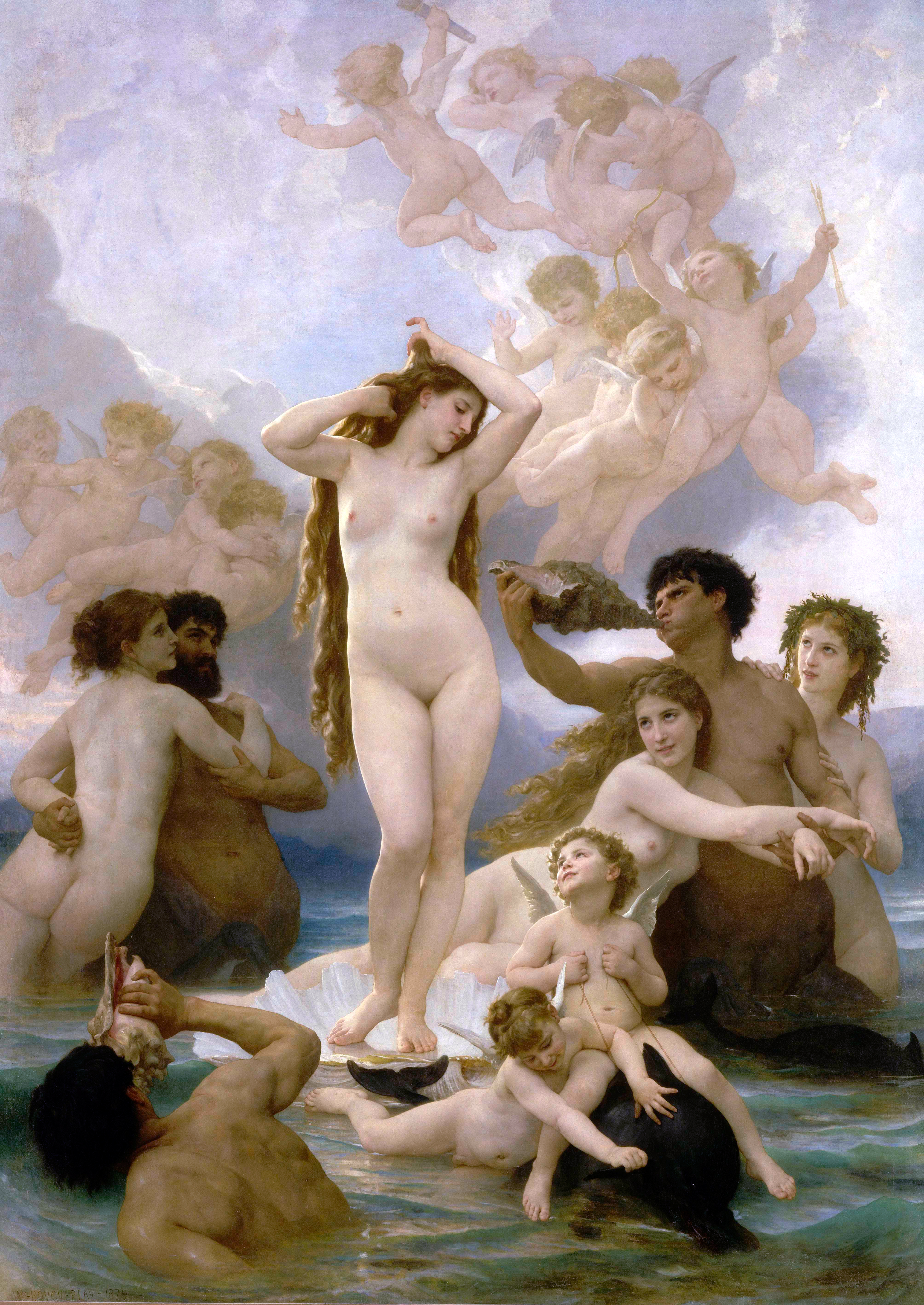
Le peintre français Adolphe Bouguereau peint Naissance de Vénus, triomphe du « Nu académique ».

## Naissances
- 13 janvier : Emma Ciardi, peintre italienne († 16 novembre 1933),
- 21 janvier : Jean Fernand-Trochain, peintre français († 8 mai 1969),
- 22 janvier :
  - Gaëtan Dumas, peintre et poète français († 24 novembre 1950),
  - Francis Picabia, peintre et écrivain français († 30 novembre 1953),
- 26 janvier : Lilian Davidson,  peintre paysagiste et portraitiste, enseignante, et écrivaine irlandaise († 29 mars 1954),
- 6 février : Emile Othon Friesz, peintre français († 10 janvier 1949),
- 12 février : René Carrère, peintre et cinéaste français († 25 mars 1959)
- 18 février : Gaston Durel, peintre orientaliste et décorateur français († 28 février 1954),
- 19 février :  Louis Prat, peintre et graveur français († 19 mai 1932),
- 23 février : Kasimir Malevitch, peintre, dessinateur, sculpteur et théoricien russe puis soviétique († 15 mai 1935),
- 24 février : Mihailo Milovanović, peintre, sculpteur et écrivain serbe puis yougoslave († 28 novembre 1941),
- 25 février : Alexandre Lioubimov, peintre russe puis soviétique († 19 décembre 1955),
- 4 mars :
  - Juliette Dubufe-Wehrlé, peintre et sculptrice française († 29 août 1918),
  - René Vincent, peintre, aquarelliste, dessinateur et affichiste français († 13 septembre 1936),
- 8 mars : Ernesto Laroche, peintre, aquafortiste et critique d'art uruguayen († 2 juin 1940),
- 11 mars : Marc Choisnard, peintre français († 6 janvier 1966),
- 14 mars :
  - Cecilia Cuțescu-Storck, peintre roumaine († 29 octobre 1973),
  - Georges Petit, sculpteur belge († 28 décembre 1958),
- 20 mars : Édouard-Alexandre Bernard, peintre, affichiste, caricaturiste, graveur et dessinateur français († 30 novembre 1950),
- 22 mars :
  - Alexandre Cingria, peintre, décorateur, dessinateur, critique d'art et écrivain suisse († 8 novembre 1945),
  - Pierre Sevaistre, peintre français († 22 octobre 1949),
- 7 avril : Ardengo Soffici, écrivain, poète et peintre italien († 19 août 1964),
- 15 avril : Elena Popea, peintre roumaine († 19 juin 1941),
- 17 avril : Marie Louise Amiet, dessinatrice et peintre française († 1944),
- 29 avril : Léon Cannicioni, peintre français († 25 avril 1957),
- 8 mai : Orens Denizard, peintre français († 8 octobre 1965),
- 13 mai : René Quillivic, sculpteur, peintre, graveur et céramiste français († 8 avril 1969),
- 17 mai : Démétrios Galanis, peintre et graveur grec naturalisé français († 20 mars 1966),
- 22 mai : Fédir Krytchevsky, peintre moderniste russe puis soviétique († 30 juillet 1947),
- 23 mai : Antony Troncet, peintre, graveur et illustrateur français († 1939),
- 30 mai : Vanessa Bell, peintre et architecte d'intérieur britannique († 7 avril 1961),
- 2 juin : Raymond Renefer, dessinateur et peintre français († 14 octobre 1957),
- 6 juin : Władysław Jarocki, peintre polonais († 7 février 1965),
- 12 juin : Charles-Paul Chaigneau, peintre français († 30 mai 1939),
- 21 juin : Umberto Brunelleschi, peintre, illustrateur et affichiste italien († 16 février 1949),
- 23 juin : Angelina Beloff, peintre pleinairiste, graveuse, illustratrice de livres et auteure pour le théâtre de marionnettes mexicaine d'origine russe († 30 décembre 1969),
- 5 juillet : Camille Godet, peintre français († 10 octobre 1966),
- 11 juillet : Burkards Dzenis, sculpteur letton († 17 août 1966),
- 17 juillet :
  - Charles-René Darrieux, peintre français († 11 mai 1958),
  - Jean Frélaut, peintre, graveur et illustrateur français († 23 décembre 1954),
- 23 juillet : Luigi Michelacci, peintre italien († 19 février 1959),
- 25 juillet : Louis Lewandowski, peintre polonais († 30 octobre 1934),
- 26 juillet : Jane Chauleur-Ozeel, peintre et aquarelliste française († 1965),
- 27 juillet : Lucien Lantier, peintre français († 21 avril 1960),
- 31 juillet : Léopold Survage, peintre français († 31 octobre 1968),
- 9 août : Denis Henri Ponchon, peintre français († 15 décembre 1948),
- 13 août : Felice Carena, peintre italien († 10 juin 1966),
- 16 août : Charles-Auguste Edelmann, peintre et illustrateur français († 23 novembre 1950),
- 18 août : Usta Shirin Murodov,  peintre, potier et folkloriste ouzbek († 2 décembre 1957),
- 19 août :
  - Louis Agricol Montagné, peintre et aquarelliste français († 12 février 1960),
  - Lascăr Vorel, peintre roumain d'origine tchèque († février 1918),
- 22 août : Julien Louis Tavernier, peintre français († 16 janvier 1939),
- 31 août :
  - Ida Kerkovius, peintre et tisserande lettonne († 7 juin 1970),
  - Alma Mahler, née Schindler, artiste, compositrice et peintre d'origine autrichienne († 11 décembre 1964),
- 3 septembre : Raphaël Vaudenay, peintre français († 1963),
- 4 septembre : Sandy-Hook, de son vrai nom Georges Taboureau, peintre, affichiste et illustrateur français († 4 février 1960),
- 18 septembre : Marius de Buzon, peintre français († 26 novembre 1958),
- 23 septembre : Charles Camoin, peintre français († 20 mai 1965),
- 6 octobre : Loÿs Prat, peintre français († 1934).
- 25 octobre : Gustave Moïse, peintre français († 2 octobre 1955),
- 1er novembre : Hedwig Woermann, sculptrice et peintre allemande († 23 décembre 1960),
- 5 novembre : Geo Dorival, affichiste, dessinateur et peintre français († 22 mars 1968),
- 8 novembre : Georges Dorignac,  peintre français († 21 décembre 1925),
- 11 novembre : Édouard Monchablon, peintre français († 13 décembre 1914),
- 21 novembre : Joaquim Claret, sculpteur français († 25 décembre 1964),
- 24 novembre : Duncan Sommerville, mathématicien, astronome et peintre néo-zélandais († 31 janvier 1934),
- 29 novembre : Élisabeth Fuss-Amoré, peintre et militante féministe française († 8 mai 1959),
- 6 décembre : Salomon Garf, peintre néerlandais († 27 août 1943),
- 18 décembre : Paul Klee, peintre allemand († 29 juin 1940),
- 20 décembre : Clémentine Ballot, peintre française († 1964),
- 24 décembre : Charles Péquin, peintre français († 19 janvier 1963),
- 26 décembre : Eugène Villon, peintre et graveur français († 7 novembre 1951),
- 29 décembre : Witold Wojtkiewicz, peintre polonais († 14 juin 1909),
- 30 décembre : Cécile Paul-Baudry, peintre française († 28 février 1960),
- ? :
  - Jeanne Baraduc, peintre française († 1957),
  - Fritz de Brouckère, peintre belge († 1928),
  - André Chapuy, peintre français († 9 juillet 1941),
  - Gustave Moïse, peintre français († 1955),
  - René Vincent, peintre, aquarelliste, dessinateur et affichiste français († 1936).

## Décès
- 2 janvier : Bernard te Gempt, peintre animalier néerlandais (° 25 avril 1826),
- 4 février : Michael Echter, peintre allemand (° 5 mars 1812),
- 10 février : Honoré Daumier, sculpteur, lithographe et peintre français (° 26 février 1808),
- 14 février : Alexis Nicolas Noël, peintre et graveur français (° 2 septembre 1792),
- 15 février : Édouard Reynart, peintre français et conservateur du palais des beaux-arts de Lille (° 29 avril 1802),
- 23 mars : Louis Paternostre : peintre belge (° 1824),
- 30 mars : Thomas Couture, peintre français (° 21 décembre 1815),
- 2 avril : Emma Leroux de Lincy, artiste peintre française (° 26 février 1807)
- 16 avril : Jacob Jan van der Maaten, peintre paysagiste, graveur et dessinateur néerlandais (° 4 janvier 1820),
- 30 avril : Édouard Maubert, peintre français d'histoire naturelle (° 30 janvier 1806),
- 12 mai : Ary Pleysier, peintre néerlandais (° 16 avril 1809),
- 20 mai : Pierre-Jules Mêne, sculpteur français (° 25 mars 1810),
- 23 mai : Florentin Servan, peintre paysagiste français de l’école de Lyon (° 16 mai 1811),
- 7 juillet : George Caleb Bingham, peintre américain (° 20 mars 1811),
- 26 juillet : Joaquín Domínguez Bécquer, peintre espagnol (° 1817),
- 7 août : Alexandre Hesse, peintre français (° 30 décembre 1806),
- 1er septembre : Hippolyte Sebron, peintre français (° 21 août 1801),
- 14 septembre : Théodore Valerio, peintre, graveur et lithographe français (° 18 février 1819),
- 29 septembre : Eugénie Latil, peintre et sculptrice française (° vers 1798 ou 1808)
- 9 octobre : Auguste Joseph Peiffer, sculpteur français (° 4 décembre 1832),
- 23 octobre : Pierre Justin Ouvrié, peintre et lithographe français (° 19 janvier 1819),
- 16 novembre : Alexandre Louis Patry, peintre  de genre et portraitiste français (° 9 décembre 1810),
- 18 novembre : André Giroux, peintre et photographe français (° 30 avril 1801),
- 25 novembre : Gabriel Ranvier, peintre français (° 8 juillet 1828),
- 15 décembre : Joseph Buors, sculpteur français (° 2 décembre 1820),
- 24 décembre : Eduard Friedrich Leybold, peintre autrichien (° 4 juin 1798),
- 28 décembre : Matteo Picasso, peintre italien (° 9 mars 1794),
- 29 décembre : Abigail May Alcott Nieriker, artiste américaine (° 26 juillet 1840),
- Date inconnue :
  - Eliseo Sala, peintre italien (° 1813).